# Fatimata Seye Sylla
Pour les articles homonymes, voir Sylla (homonymie).
Fatimata Seye Sylla est une personnalité féminine de la communauté Internet, menant sa carrière dans son pays natal, le Sénégal, intervenant dans plusieurs organisations internationales, agissant pour réduire la fracture numérique et pour l'égalité des sexes.

## Biographie
Fatimata Seye Sylla a mené des études au CESAG de Dakar (obtenant un Certificat de gestion d’entreprise), à l’institut britannique de Dakar, à l'université du Havre, avec à la clé un DUT informatique, et est également titulaire d’un Master of Science au Media Lab du Massachusetts Institute of Technology (MIT).
Elle a travaillé neuf ans dans le secteur privé, dirigeant des sociétés sénégalaises, prestataires de services en technologies de l’information et de la communication, et comme Expert Consultant pour plusieurs organismes étrangers et internationaux, notamment l'ICANN.
Connue pour avoir défendu l'utilisation des  technologies de l'information et de la communication dans l'éducation au Sénégal, Fatimata Seye Sylla a effectivement lancé le premier programme national pour introduire ces technologies dans les écoles sénégalaises. Elle a également travaillé à promouvoir l'accès Internet, avec les Nations unies, l'Institut Panos, et le Centre de recherches pour le développement international. Son militantisme au Sénégal a également inclus le travail avec l'Internet Society et la création de OSIRIS, une ONG qui promeut l’usage des TIC au Sénégal.
Elle a participé aux Sommet mondial sur la société de l'information, à Genève en 2003 et Tunis en 2005. Elle représente le Sénégal au sein de la Société civile africaine pour la société de l'information (SCASI). Elle est directrice au Sénégal de la Digital Freedom Initiative, membre du conseil du Free and Open Source Software Foundation for Africa. Elle est un ancien membre du Comité consultatif At-Large pour l'ICANN, où elle a représenté le Sénégal. Elle a également siégé au conseil d'administration du  CATIA Initiative (Catalyser l'accès aux TIC en Afrique, un programme qui a travaillé à encourager les initiatives en matière de TIC et à soutenir leurs dirigeants dans les pays africains. Elle est également présidente de l’ONG Bokk-Jang, créée par des professionnels de l'éducation, de la formation professionnelle et des technologies de la communication
Dans ses travaux et ses publications, elle se consacre à l'égalité des sexes dans l'accès aux technologies informatiques, et aux formations informatiques pour les jeunes femmes.

## Principales publications
- (en) Computers and Literacy in Senegal, Massachusetts Institute of Technology, Department of Architecture, 1985, 234 p..
- (en) « Rethinking Education for the Production, Use, and Management of ICTs », dans Eva Rathgeber et Edith Ofwona Adera (dir.), Gender and the information revolution in Africa, Ottawa, Internet Development Research Centre, 2000 (ISBN 9780889369030, lire en ligne), p. 125-168. En collaboration avec Cathy-Mae Karelse.